# Desmia pisusalis
Desmia pisusalis là một loài bướm đêm trong họ Crambidae.